# Ctenocompa antibola
Ctenocompa antibola är en fjärilsart som beskrevs av Edward Meyrick 1919. Ctenocompa antibola ingår i släktet Ctenocompa och familjen säckspinnare. Inga underarter finns listade i Catalogue of Life.